# 霍穆托夫卡區

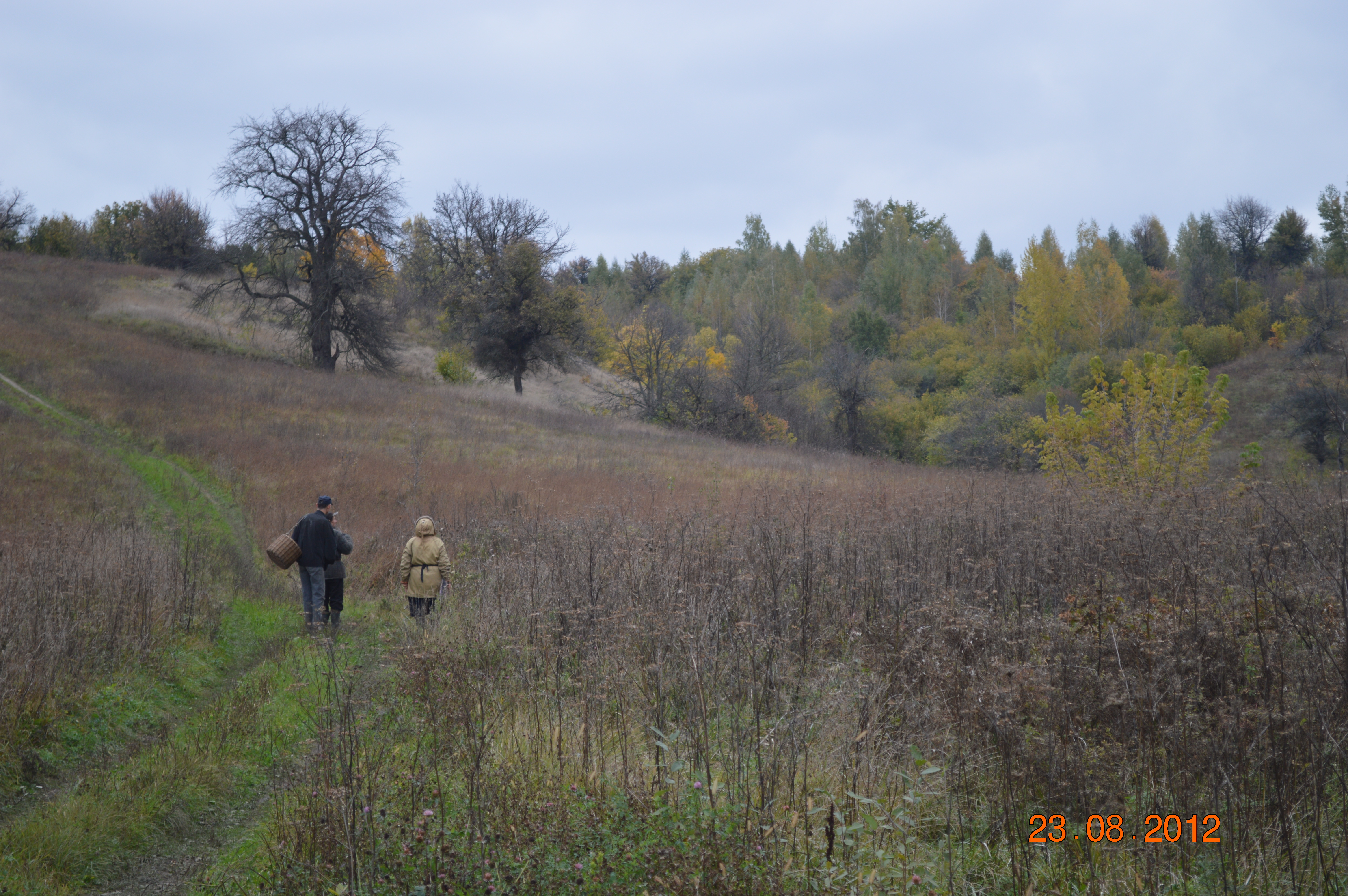

51°55′06″N 34°33′35″E / 51.9183°N 34.5597°E
霍穆托夫卡區（俄语：Хомутовский район），是俄羅斯的一個區，位於該國西部，由庫爾斯克州負責管轄，面積1,194平方公里，2010年人口11,429，人口密度每平方公里9.57人。